# Everywhere Man
The Everywhere Man (El Hombre por todas partes) es un personaje en la serie animadaThe Batman. Contando con la voz de Brandon Routh (que interpreta a Superman en el episodio de la serie Superman Returns). Su primera aparición es en el episodio "The Everywhere Man" (4 de noviembre de 2006). La vestimenta del villano es curiosa, ya que tiene todo el centro del traje blanco y el resto naranja, además de una letra "e" en su máscara.

## Historia
Everywhere Man es introducido como el Dr. John Marlowe, uno de los amigos ricos de Bruce Wayne', que posee una gran colección de arte. Él es un científico, y su trabajo se centra en la física cuántica. Sus resultados en el trabajoQuantex, un gadget que permite a sus usuarios a multiplicarse a sí mismo o cualquier cosa que encuentra. El Quantex también permite al usuario "recuperación" de la Clonación, borrando su existencia. 
Una vez que Marlowe se crea un clon viable de sí mismo, decide mantenerlo en torno a ayudarle con su trabajo de laboratorio a la perfección de la Quantex, sin embargo, el clon malvado, secuestra al verdadero Marlowe y lo encierra en un marco de guardia por otros clones. El falso Marlowe procede a apoderarse de la vida de John Marlowe real. El clon utiliza el Quantex como una forma fácil de ampliar "su" colección de arte y por lo tanto se convirtió en el supervillano conocido como el hombre en todas partes "Everywhere Man".
En una fiesta que "Marlowe" organizó en su ático para mostrar su colección, Everywhere Man hace su primera aparición. "Marlowe" crea un clon con el fin de crear un autorobo ya que "Marlowe" esté presente en el suceso al mismo tiempo, el clon (vestidos como Everywhere Man) intenta robar su obra.Al ver esto Bruce rápidamente se transforma en Batman, y luego con "Marlowe" persigue a la copia en un armario, donde desaparece. Más tarde, también acude a realizar un robo en el Museo de Arte de Ciudad Gótica, enfrentandóse así a Batman y Robin, que parece en el momento capaces de frustrar el robo. Batman análisa el pelo encontrado en el Museo que señalan a John Marlowe culpable. Bruce espera la inocencia de Marlowe, pero no lo descarta como sospechoso. Así visita el apartamento de Marlowe con el pretexto de conseguir un vistazo a la recámara, donde el ladrón desapareció. Mientras mira el armario, Bruce utiliza un escáner oculto en un par de gafas de sol para obtener una lectura de algo inusual y recoge las huellas de radioactividad. Dick Grayson hace lo mismo con las pinturas en el Museo con el mismo resultado. Esto les lleva a las conclusiones de que Marlowe dbe tener un nivel muy alto de la radiación similar a la existente en el armario y el museo para poder multiplicarse y desaparecer.
Más tarde esa noche, Batman y Robin van en búsqueda de Marlowe. Batman enfrenta a dos Everyhere Man en un laboratorio, donde revelan su identidad y el secreto de la Quantex mediante la duplicación de sí mismos. Los cuatro Everywhere Man junto con un el clon original suben por un ascensor y este último da una explicación y demostración de las capacidades de la Quantex. La radiación se revela como un efecto del proceso de clonación. Otro clon continuación, se enfrenta a "Marlowe", diciendo que podría conquistar el mundo. Batman se da cuenta de que los clones eran "como una fotocopia mala. Cada duplicado es un poco más oscuro que el último". "Marlowe" rápidamente borra el clon. "Marlowe" revela que el verdadero John Marlowe sigue vivo, al igual que Robin encuentra y lo libera. Batman escapa a la aurícula, pero "Marlowe" envía un gran ejército de Everywhere Man a su encuentro. Robin llega a la aurícula con el verdadero Marlowe e iguala las probabilidades mediante el uso de prototipo original de Marlowe de la Quantex para clonar un ejército de sí mismo y luchar contra los otros clones. Sin embargo, los clones Robin se vuelven inestables y desaparecen al entrar en contacto, debido a las imperfecciones del prototipo.
Después de una larga batalla, todos los clones Robin se eliminan y el prototipo de este también. Batman está rodeado por Everywhere Man, y recordándoles que en el momento en que ya no son útiles, el Marlowe falso los borrará pone en duda a todos. Esto acaba enfadando a "Marlowe" y antes de que pueda borrar su ejército y crear uno nuevo de ellos, el verdadero John Marlowe utiliza el Quantex y borra para siempre al primer clon..
John Marlow dona su colección de arte al museo y en la actualidad comenzó a salir con Clea.

## Strikes de The Batman
Everywhere Man aparece en 2 de los strikes de The Batman, en donde Batichica los elimina para siempre.

## Otras apariciones
- Everywhere Man no tiene una aparición que no sea en la serie The Batman o en sus derivados. El villano es similar al villano de Batman de los 50`s Doctor X ya que ambos utilizan la radioactividad para multiplicárse.

- Datos: Q8960587